# پسرم، پسرم!
پسرم، پسرم! (انگلیسی: My Son, My Son!) فیلمی آمریکایی در سبک درام به کارگردانی چارلز ویدور است که در سال ۱۹۴۰ منتشر شد.

## بازیگران
- مادلین کارول
- برایان اهرن
- لارین دی
- هنری هال
- جوزفین هاچینسون
- لایونل بلمور
- ماری فیلد
- مری گوردون
- اسکاتی بکت
- می بیتی